# Grimmestorp
Grimmestorp är ett gods i Härja socken i Tidaholms kommun, Västergötland. Gården har anor från medeltiden, men den nuvarande huvudbyggnadens äldsta del är från år 1632. Godset är i privat ägo (2019) men olika event för allmänheten anordnas.
https://grimmestorp.se/
Alldeles norr om gården ligger Grimmestorps naturreservat och nära flyter den slingrande Grimmestorpsån.